# Ris Kerstin Persson
Ris Kerstin Persson, känd som Ris Kersti, född 10 april 1858 i Blecket i Rättviks socken, Dalarna, död 10 oktober 1938 på samma plats, var en svensk hornblåserska som blev den första mottagaren av ett Zornmärke i guld.
Ris Kersti växte upp med musikaliska föräldrar. Hennes mor Brita Larsdotter spelade vallhorn, och fadern Erik Olsson beskrevs som "en riktig storsångare". Hon lärde en stor del av sin repertoar av Mårs Mormor, en skicklig hornblåserska som ofta spelade till dans när ingen spelman fanns att tillgå. Dessutom lärde hon av Hed Karin Andersdotter i Söderås, som var mor till spelmannen Höök Olle. Hon gifte sig vid 20 års ålder med Got Per Persson (1857–1938), och de flyttade till Risgården och tog gårdsnamnet Ris.
På Zorns spelmanstävling i Mora 1908 erövrade Ris Kersti första pris i hornblåsning. Hon blev en av tre kvinnor inbjudna till Riksspelmansstämman på Skansen 1910, som hon öppnade genom att spela vallåtar på kohorn. Något år senare fick hon ett Zornmärke i guld personligt tilldelat av konstnären Anders Zorn, långt innan det första guldmärket tilldelades av Svenska Ungdomsringen 1933. Hon turnerade tillsammans med Höök Olle, och spelade även med storspelmannen Hjort Anders på en biograf i Stockholm, där han var anställd våren 1913.
Ris Kersti spelades aldrig in på fonogram, men 20 melodier och visor finns upptecknade efter henne i Svenska låtar. Fyra av Ris Kerstis horn finns bevarade. Kohornet som hon använde när hon vann spelmanstävling i Mora 1908, som bär inristningen "Ris Kerstin Persson, 1:sta pris 20/6 08", finns på utställning på Folkmusikens hus i Rättvik.
Makarna Persson är gravsatta på Rättviks kyrkogård.